# Синильна кислота

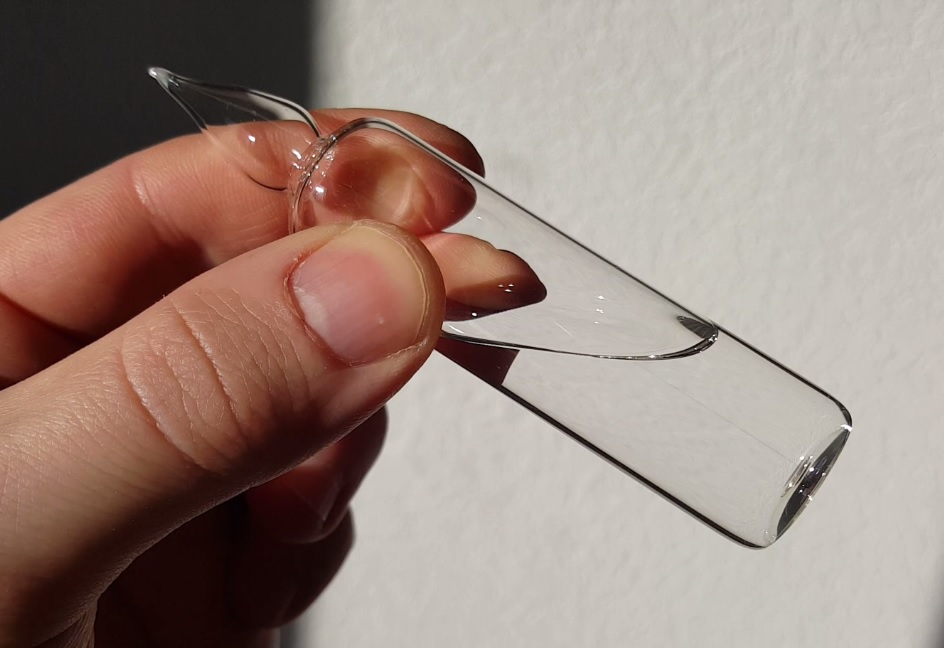
Ампула чистого рідкого ціаніду водню

Сини́льна кислота́, ціані́дна кислота́ також ціанід водню — кислота із хімічною формулою HCN. Безбарвна, прозора, дуже летка рідина. Пара її в звичайному стані безбарвна, має своєрідний п'янкий запах (гіркого мигдалю). Добре змішується з водою. Дуже токсична.

## Фізичні властивості
Температура кипіння +26,0 °С, замерзання –10,50 °С, питома вага — 0,7, густина пари в повітрі — 0,94, леткість при 20,50 °С — 873 г/м³, з водою змішується в довільних співвідношеннях, добре сорбується пористими речовинами, добре розчинюється в жирах.

## Отримання
В лабораторних умовах синильна кислота може бути отримана з  червоної кров'яної солі та розведеної кислоти:
{\displaystyle {\mathsf {K_{3}[Fe(CN)_{6}]+6HCl{\xrightarrow {}}\ 3KCl+FeCl_{3}+6HCN{\uparrow }}}}

## Хімічні властивості
При взаємодії з лугами синильна кислота дає ціаніди, які є більш токсичними і стійкими сполуками.
HCN + KOH(NaOH) → KCN(NaCN) + H2O
Взаємодія з хлором призводить до утворення хлорціану, який теж має високу токсичність:
HCN + Cl2 → CNCl + HCl
З цього випливає, що проведення дегазації синильної кислоти недоцільно. Із солями дво- і тривалентного заліза утворює берлінську лазур — ціанисту сіль заліза синього кольору, яка малорозчинна у воді: KFe+3[Fe+2(CN)6].
Реакція може використовуватись для індикації отруйної речовини. Окислювачі синильну кислоту переводять у малотоксичну ціанову кислоту. Цю властивість можна використовувати для хімічної обробки ран.
Із сірковмісними речовинами (тіосульфат натрію) синильна кислота утворює тіоціанати, а з альдегідами і кетонами (глюкоза) — ціангідрини.
НCN + S → НSCN (тіоціанатна кислота)
Ці сполуки є малотоксичними і ця властивість закладена в основу виготовлення антидотів. Ціаніди легко вступають у реакції комплексоутворення із солями важких металів, наприклад із сульфатами заліза і міді, що використовується при виготовленні хімічного поглинача в сучасних фільтрувальних протигазах.

## Токсичність
Фізичні властивості синильної кислоти зумовлюють шляхи проникнення отрути до організму. Головний шлях є інгаляційний, тобто у разі застосування синильної кислоти можливі ураження, якщо не застосовувати протигазу. Небезпечними для людини є пара синильної кислоти в концентрації 0,1–0,12 г/м³, яка при експозиції 15–20 хв. спричиняє важке ураження. Смертельними вважаються концентрації:
- 0,2–0,3 г/м³ при експозиції 5–10 хв.;
- 0,4–0,8 г/м³ при експозиції 2–5 хв.

Вони призводять до швидкої смерті.
При отруєнні через рот смертельними дозами для синильної кислоти є 1 мг/кг, ціаніду калію — 2,5 мг/кг, ціаніду натрію — 1,8 мг/кг.
Симптоми: судоми, різкий ціаноз шкіри та слизових оболонок. Через декілька хвилин настає смерть від зупинки дихання. При дії менших доз з'являються різкий головний біль, нудота, блювання, біль у животі. Зростає загальна слабкість, задишка, серцебиття, судоми; втрата свідомості. Смерть настає через декілька годин при явищах гострої серцево-судинної недостатності та зупинки дихання.
Невідкладна допомога: інгаляція ізоамілнітриту (2–3 ампули)(часто називають амілнітритом), при передозуванні пошкоджує більше гемоглобіну ніж потрібно для реактивації виведених з ладу ферментів клітинного дихання), промивання шлунку через зонд розчином перманганату калію (1:1000) або 2,5 % розчином тіосульфату натрію. В/в повільно натрію нітрит (10 мл 1 % розчину); під шкіру ефедрин, кордіамін; в/в тіосульфат натрію (50 мл 30 % розчину), метиленовий синій (50 мл 1 % розчину), глюкоза (40 мл 40 % розчину). Оксигенотерапія.